# ドナルドの博物館見学
『ドナルドの博物館見学』（ドナルドのはくぶつかんけんがく、原題：Modern Inventions）は、ウォルト・ディズニー・プロダクション（現：ウォルト・ディズニー・カンパニー）が制作したアニメーション短編映画作品。ドナルドダック・シリーズの第2作である
『ドナルドの磁石騒動』に続くドナルドダックが主人公の作品だが、本作品もそちらと同じくミッキーマウスの短編映画シリーズに分類される。

## あらすじ
最新のロボットが展示される近代博物館にやってきたドナルド。博物館に入ると早速執事ロボットが出迎え、感心するドナルドだったが、執事の仕事をしようとするロボットに帽子を盗まれてしまう。激怒するドナルドだが、どこからともなく新しい帽子を取り出す。
博物館を回るドナルドは様々なロボットの発明に感心しきり。本人が寝ていても勝手にヒッチハイクしてくれるロボット、物を自動で梱包してくれるマシン、赤ちゃんをあやす子守マシン、お任せで整髪してくれる理容椅子マシンなどなど。興味本位でそんなロボットたちを使ってみるドナルドだったが、ちょっぴり乱暴なロボットたちに大いに振り回されることになる。

## スタッフ
- 製作：ウォルト・ディズニー[1][2]
- 監督：ジャック・キング[1][2]
- 脚本：カール・バークス[1][2]
- 作画：ジャック・ハンナ、ポール・アレン、ジョニー・キャノン[1]
- 音楽：オリバー・ウォレス[1][2]

## 登場キャラクター
| キャラクター     | 原語版                   | 旧吹き替え版 | 新吹き替え版 |
| ---------------- | ------------------------ | ------------ | ------------ |
| ドナルドダック   | クラレンス・ナッシュ     | 関時男       | 山寺宏一     |
| 執事ロボット     | ビリー・ブレッチャー     | 不明         | 辻親八       |
| 子守ロボット     | アドリアナ・カセロッティ | 不明         | 深見梨加     |
| 理容椅子ロボット | クリフ・エドワード       | 不明         | 江原正士     |

## 日本での公開

### 収録
- 『ドナルド ザ・グレーテストヒッツ』（VHS、ブエナ・ビスタ・ホーム・エンターテイメント、新吹き替え版）
- 『とっておきの物語　ドナルドのさんすうマジック』（DVD、ブエナ・ビスタ・ホーム・エンターテイメント、新吹き替え版）
- 『ドナルドダック・クロニクル Vol.1 限定保存版』（DVD、ブエナ・ビスタ・ホーム・エンターテイメント、新吹き替え版）